# Nuevo peatonalismo

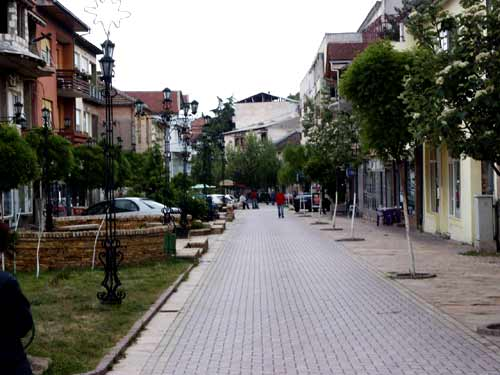
Los principios del Nuevo Urbanismo - Radoviš, Macedonia del Norte.

El Nuevo Peatonalismo (NP) es una variación más idealista de la teoría del Nuevo Urbanismo, fundada en 1999 por Michael E. Arth, un artista estadounidense, diseñador urbano, de hogares y jardines, analista del futuro y autor. El NP confronta los problemas asociados con el Nuevo Urbanismo e intenta resolver varios problemas sociales, de salud, energéticos, económicos, estéticos, ambientales, con un enfoque especial en reducir el papel del automóvil. Un barrio o un pueblo nuevo que utiliza NP es llamado un “Pueblo de Peatones”. Los Pueblos de Peatones pueden desde no tener ningún espacio para el l automóvil hasta tener acceso a automóviles detrás de casi todas las casas y negocios, pero las aceras para peatones siempre están al frente.
Hasta cierto punto el Nuevo Urbanismo es un renacer de los patrones tradicionales de las calles y el diseño urbano. El Nuevo Peatonalismo también respeta el diseño tradicional de los pueblos, pero busca reducir el impacto negativo del automóvil, cuyo uso se ha incrementado dramáticamente desde la Segunda Guerra Mundial. Al eliminar la calle del frente y reemplazarla con una vía de tres carriles, el énfasis es puesto en una alternativa de transporte de bajo impacto, como caminar o montar bicicleta. Las aceras para peatones son usualmente de 5 metros de anchura, con un lado liso para los medios de transporte con ruedas como las bicicletas, Segways, y patines y otro lado, más angosto, para los peatones y las personas en sillas de ruedas. El eliminar la calzada para automóviles del frente de la casa permite la construcción de proporcionadas e íntimas plazas, fuentes, parques pequeños, como también una conexión perfecta con lugares naturales como lagos, riachuelos y bosques que pueden bordear o ser incluidos en el Pueblo de Peatones. Se crea un espacio público muy amplio, despojado de la vista, olor y sonido de los automóviles, aunque estos estén disponibles en otra red. 

El uso del Nuevo Peatonalismo ha sido propuesto en Kisima Kaya, un nuevo pueblo en Kenia, el Pueblo de Tigre Bay en Florida, como una solución para el problema de la carencia de vivienda, y en nuevos pueblos y barrios que pueden ser construidos en cualquier lugar sea para rehabilitar los barrios ya existentes, los barrios que rodean los pueblos o pueblos nuevos.

## El Automóvil
De cierta manera el NP es una reacción a la manera en la cual el automóvil ha impactado el ambiente y ha cambiado las ciudades. Arth escribe: “Nuestra Calidad de Vida depende de nuestra habilidad de alcanzar un espectro de necesidades físicas y psicológicas en un ambiente limpio, seguro y hermoso que solo se puede lograr con un diseño y planeamiento urbano altamente integrados. Mientras que los vehículos, calles, aparcamientos y negocios relacionados con los automóviles cubran una porción significativa del paisaje y determinen el diseño de casi todo lo demás, la mayoría de las ciudades americanas continuarán siendo paisajes de miseria disfuncionales y degradados, llenos de tráfico.”
Más de seis millones de accidentes causados por vehículos motorizados son la causa de casi tres millones de heridas y más de 42.000 muertes anuales solamente en los Estados Unidos. A nivel mundial, aproximadamente medio millón de muertes ocurren anualmente como causa de accidentes con vehículos motorizados. 

Nuestra dependencia de los automóviles, combinada con la falta de un ambiente agradable para los peatones, ha contribuido a la obesidad de dos tercios de los adultos en Estados Unidos[cita requerida]. 

Los estadounidenses gastan casi 33.000 millones de dólares anualmente tratando de bajar de peso, y aun así, 300.000 personas mueren anualmente a causa de problemas de salud relacionados con el sobrepeso, aunque no se pueda achacar meramente al transporte en automóvil.
 
La degradación del paisaje urbano y rural causado por el crecimiento desordenado también tiene una gran variedad de impactos negativos en el medio ambiente y contribuye con los altos costos de mantenimiento de la infraestructura. 

La mayoría de los estadounidenses gastan la misma cantidad de sus ingresos en transporte y en vivienda, y los residentes de las ciudades más dependientes de los automóviles gastan has tres veces más de su Producto Regional Neto (GRP) en transporte. La gente en Houston, Atlanta y Dallas-Ft.Worth gastan casi 23% de su GRP en transporte, comparado con el 9% en Honolulu, La ciudad de Nueva York y Baltimore y el 7% en Toronto. Estas estadísticas son de los últimos años de los 90, antes del alza de precios de la gasolina, y no incluyen algunos de los costos escondidos del consumo de gasolina.

## Energía
La producción de petróleo en Estados Unidos alcanzó su límite en 1970 y hoy sólo 35% del petróleo consumido es producido en el país. 
 
Los Estados Unidos se han hecho cada vez más dependientes de obtener el petróleo que está localizado en áreas pobladas por personas hostiles a los intereses estadounidenses. Arth y otras personas asumen que esto ha llevado a un incremento en el militarismo estadounidense en países ricos en Petróleo y a un creciente déficit comercial. El NP busca reducir el consumo de petróleo al diseñar barrios y pueblos que requieren un uso muy limitado de viajes en automóvil. Casi todos los viajes diarios y de recreación en un Pueblo de Peatones serían localizados a una distancia en la que se podría llagar caminando o montando bicicleta de una manera placentera. El Nuevo Pedestrianismo afirma que es necesario conectar el centro de los pueblos para crear un sistema eficiente de transporte público.
El Nuevo Peatonalismo, en su forma ideal, reduce la necesidad de obtener petróleo y otras fuentes limitadas de energía al reducir el consumo y al utilizar energía renovable. Se anticipa, especialmente mientras que el costo de células fotovoltaicas baje, que los hogares individuales serían equipados con paneles solares y calentadores de agua solares y que parques solares recolectarían energía para toda la comunidad. El reducir nuestras necesidades energéticas y nuestra dependencia por el petróleo presumiblemente resolvería problemas de salud, sociales, económicos y ambientales.

## El Nuevo Peatonalismo para los Sin Techo
En enero de 2007, Arth propuso que un Pueblo de Peatones se construyera para las personas sin hogar en el Condado de Volusia, Florida, como un modelo nacional para una solución a la falta de vivienda que costaría menos de lo que él llama “las actuales soluciones al problema que actúan como curitas.” El Pueblo de Tiger Bay no tendría casi carros y proveería seis clases de casas, desde cuarteles de camas múltiples que se ven como casas de dos pisos hasta chalets estilo Katrina. Tendrían un lago, una laguna en donde se podría nadar, piscina, caminos para peatones, parques, jardines comunitarios y huertos. Los residentes ayudarían a construir y mantener el pueblo, que también serviría como hogar permanente para aquellas personas con discapacidades mentales que sean incapaces de reintegrarse a la sociedad de afuera. Todos las necesidades, temporales y permanentes, de los residentes se podrían satisfacer adentro del lugar y el pueblo estaría localizado en la ruta principal de un bus. Las comodidades también incluirían un servicio de trabajo que proveería trabajadores previamente seleccionados para el público. El pueblo fue diseñado bajo un plan principal, pero el propósito y diseño de los edificios podría ser reconsiderado por lo que fue construido en etapas a través de los años. La propuesta fue la raíz de un debate nacional acerca de qué hacer con el problema de la falta de vivienda y también fue objeto de burlas por parte de algunos medios al ser llamado un “hotel para las personas sin vivienda” o una “campo de concentración de trabajo.” Arth ha tenido cuidado de explicar que esta no es una solución para proveer vivienda para personas de bajos recursos, que deberían ser integradas a la comunidad.

## Estética
El Nuevo Peatonalismo reemplaza las calles desagradables y peligrosas del frente de las construcciones con tres carriles para peatones que forman un sistema linear que conecta a todos los hogares y negocios directamente los unos con los otros, como también con parques, zonas verdes, plazas, patios, cuerpos de agua, colegios, lugares de recreación y otras instalaciones. Se supone que esto incrementara el valor de la propiedad porque las propiedades públicas y privadas ya no devalúan por la apariencia y el peligro excesivo de la dependencia al automóvil. Separada, una calle de tres carriles para autos también existe, pero siempre está localizada en la parte de atrás, y los carriles para peatones y bicicletas son la red de transporte principal que se asegura de que el desagradable y ruidoso tráfico sea reducido a las calles para autos de la parte de atrás. En los Pueblos de Peatones, la densidad se incrementa porque los edificios se pueden construir cerca de carriles libres de carros y silenciosos sin la necesidad de los grandes atrasos que son típicos del crecimiento suburbano desordenado. Esto a su vez, pone más énfasis en construir espacios públicos que sean pacíficos y estéticos y que estén al alcance de los peatones.

## Historia
Como el Nuevo urbanismo, el Nuevo Peatonalismo tiene sus raíces en barrios compactos y de uso mixto que son comunes en los Estados Unidos (y otros lugares) durante y antes del primer cuarto del siglo veinte. El Nuevo Pedestrianismo adopta y expande los experimentos tempranos de diseño urbano que se enfocaron en separar a los peatones del tráfico de vehículos. 
En unas pocas localidades cerca de la playa en el Sur de California, incluyendo a Venice, California, “calles para peatones” fueron construidas aproximadamente en 1905 unas cuantas cuadras de la playa. Las casas estaban al frente de carriles para peatones que median de 3 a 10 pies de ancho. Callejones estrechos en la parte de atrás eran destinados para carros y parqueaderos. Los canales de Venice, California, construidos en el mismo periodo, también tenían los dos andenes y canales al frente de las casas.
Los urbanista Ebenezer Howard y Sir Patrick Geddes fueron una influencia temprana para el diseño de Radburn, New Jersey, construido durante la era del automóvil en 1929. Radburn tenía carriles para peatones al frente y acceso vehicular en la parte de atrás en callejones sin salida que daban a cuadras de usos múltiples. Un estudio hecho en 1970 por John Lansing de la Universidad de Míchigan mostró que 47% de los residentes del área iban al mercado caminando, comparado con 8% de una subdivisión cercana. Él también determinó que en general, los residentes de Radburn manejaban menos que los residentes de cualquiera de las otras áreas estudiadas. El plan de Radburn ha sido copiado en varias formas en Suecia, Inglaterra, Japón, Nueva Zelanda y Australia.
El camino para peatones que bordea el río en San Antonio (San Antonio River Walk), también conocido como “Paseo del Río”, se inició en 1929. En este caso, el Río de San Antonio fue sometido a medidas de control de flujo y fue transformado en un canal pacífico con alamedas, plazas, andenes, cafés, restaurantes, clubes, tiendas, hoteles y otras atracciones a ambos lados, que están completamente separadas de los vehículos. Las alamedas pasan bajo las calles puesto que el Paseo del Río está localizado en un nivel más bajo que las calles y el acceso vehicular a los edificios se encuentra un piso más arriba del río. 
Village Homes en Davis, California fue fundado en 1975 por Michael y Judy Corbett. La subdivisión de 70 acres tiene 225 casas y 20 apartamentos. Un diseño solar y paneles solares se utilizan para calefacción. Las casas tienen caminos para peatones que atraviesan un extenso sistema de zonas verdes a un lado de las casa, mientras que el otro lado de la casa tiene acceso para automóviles. 

Algunas calles de la urbanización Nueva Urbanista de Rosemary Beach, Florida, también tienen caminos para peatones al frente de algunas casas.
En el 2005, Arth propuso el Nuevo Peatonalismo como una solución para la reconstrucción de Nueva Orleans.

## Películas acerca del Nuevo peatonalismo
New Urban Cowboy (El Nuevo vaquero Urbano), producida en el 2007, es una película documental que narra la historia de la lucha de Arth por convertir un barrio pobre y arruinado en un Pueblo para Peatones mientras que también explica la filosofía del Nuevo Pedestrianismo. 

Los Trabajos de Hércules: Soluciones Modernas para 12 Problemas de Hércules” Prevista a ser lanzada en el 2008, es una película documental basada en el libro del mismo título y trata los problemas sociales que también se relacionan con el Nuevo Pedestrianismo. 

## Ejemplos
Estos son ejemplos de los Pueblos para Peatones en estilo del Nuevo Peatonalismo que representan los diferentes estilos:
1. Two Harbors, CA: Pueblo de Peatones sin carros propuesto para la Isla Catalina, California. 1999.
2. Paseo Del Mar, Santa Barbara, CA. Pueblo de Peatones con un parqueadero escondido abajo. 1999.
3. Garden Village, Austin, TX. Propuesta de Pueblo para Peatones para reemplazar el antiguo aeropuerto Mueller.
4. Barrio Histórico del Centro de Deland. (Modernización de un barrio ya existente.)

2001-2007 
1. Kisima Kaya, Kenia. Propuesta de un nuevo pueblo cerca de Nairobi, Kenia. 2006.
2. Tiger Bay Village, Florida. Propuesta de Pueblo de Peatones sin casi carros como solución a la carencia de viviendas. 2007.
3. Isla Mackinac, Michigan. Aunque no fue creada con la idea específica de Nuevo Peatonalismo, la isla tiene 523 residentes permanentes y atrae a cientos de miles de turistas por año. No se permiten vehículos motorizados en la isla desde el final de los 1800.